# Mateusz Morawiecki
Mateusz Jakub Morawiecki, poljski politik, zgodovinar in ekonomist, * 20. junij 1968, Vroclav. 
Morawiecki je bil med letoma 2017 in 2023 predsednik vlade Republike Poljske. Pred tem je kot podpredsednik deloval v vladi Beate Szydło, v kateri je bil tudi minister za finance ter minister za razvoj. Predenj je vstopil v politiko, je deloval na ekonomskem in poslovnem področju. Dolga leta je vodil banko Zachodni WBK.

## Mladost in izobraževanje
Rodil se je 20. junija 1968 v mestu Vroclav, mami kemičarki Jadwigi in očetu Kornelu Moraweckemu, ki je bil fizik in politik. Že kot mlad, dvanajstleten je bil dejaven v protikomunističnih gibanjih na Poljskem, sploh na področju tiskanja protipropagandnih sporočil in demonstracij. Zaradi aktivnosti je bil večkrat aretiran ali udeležen v pretepih s strani varnostne službe Służba Bezpieczeństwa, SB. Bil je urednik Biltena Spodnje Šlezije ter aktivist v Društvu neodvisnih študentov. Ob koncu osemdesetih je sodeloval v okupacijskih stavkah na Univerzi v Vroclavu, soorganiziral pa je tudi Klub za politično misel, "svoboden in solidaren".
Leta 1992 je na vroclavski univerzi diplomiral iz zgodovine, na tamkajšnji ekonomski univerzi tudi iz poslovne administracije, leta 1997 na Univerzi Hamburg iz evropskega prava in ekonomske integracije, istega leta pa v Bazlu še iz evropskih študij. Izpopolnjeval se je tudi v tujini.

## Poslovna kariera
Z letom 1991 je Morawiecki začel sodelovati pri družbi Cogito Company, ki je v tistem času ustvarila založbi Reverentia in Enter Marketing-Publishing. Prav tako je sodeloval pri zagoonu nekaj revij, nekaj časa je deloval tudi kot urednik le-teh. Leta 1995 je pripravil pripravništvo pri Deutsche Bundesbank na področju kreditne analize, finančnega prestrukturiranja, bančnega nadzora ter nadzora finančnega trga. Med letoma 1996 in 1997 je na frankfurtski univerzi opravljal razne raziskave. Kmalu po koncu študija, je leta 1998 kot namestnik direktorja oddelka za pristopna pogajanja v Odboru za evropsko integracijo sodeloval na številnih področjih pristopanja Poljske k Evropski uniji. V tem času je deloval tudi kot predavateljev na več univerzah.
Od leta 1998 do 2001 je bil član nadzornih svetov družbe Wałbrzych Power Company, telekomunikacijskih podjetij in industrijske razvojne agencije. Od leta 1998 do 2002 je bil poslanec nižjelezijske deželne skupščine.

## Politika
Morawieckega je 16. novembra 2015 predsednik Poljske Andzej Duda imenoval na mesto podpredsednika vlade in ministra za razvoj v kabinetu, ki ga je vodila premierka Beata Szydło. Marca 2016 se je pridružil stranki Pravo in pravičnost. 28. septembra 2016 je bil poleg že opravljanih položajev imenovan za finančnega ministra, s čimer je postal drugi najmočnejši član vlade. V vlogi finančnega ministra je velik vtis pustil s t.i. "načrtom Moeawieckega"; ki je predvideval spodbujanje gospodarske rasti, prav tako je želel povečati prihodke vladne načrte, vključno z otroškimi dodatki za družine z dvema družinama ali več otrok.
11. decembra 2017 je bil imenovan na mesto predsednika vlade. S svojo stranko je na volitvah ponovno zmagal leta 2019 in izboljšal rezultat, saj je prejel 43,6 odstotka glasov in obdržal večinsko vlado. Na prvem zasedanju Sejma v 9. mandatu je podal odstopno izjavo iz Sveta ministrov (v skladu s členom 162(1) Ustave Republike Poljske), ki jo je predsednik sprejel še isti dan.
Med rusko invazijo na Ukrajino, 15. marca 2022, se je s slovenskim premierjem Janšo in češkim premierjem Fialo z vlakom odpravil v Kijev na srečanje z ukrajinskim državnim vrhom. Šlo je za prvi visoki obisk v Ukrajini od začetka vojne.
Oktobra 2023 je bil ponovno izvoljen za člana Sejma. 6. novembra je predsednik Andrzej Duda v svojem sporočilu narodu sporočil, da bo Morawiecki imenovan za premierja. 27. novembra je bil potrjen za predsednika vlade z novo vlado, a ker je bila ta manjšinjska, mu 11. decembra ni uspelo dobiti glasovanja o zaupnici v Sejmu. S tem je bil po šestih letih razrešen kot predsednik vlade, nasledil ga je vodja opozicije Donald Tusk.

## Zasebno
Poročen je z Iwono Moravecko, s katero ima štiri otroke.